# Glucosil

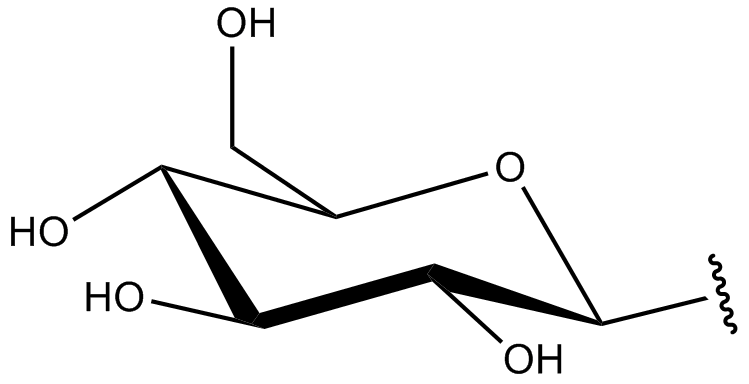
El grup β-D-glucopiranosil s'obté traient el grup hidroxil hemiacetal de la β-D-glucopiranos

Un grup glucosil o grup glicosil és una estructura univalent radical lliure o substituent obtinguda traient el grup hidroxil hemiacetal de la forma cíclica d'un monosacàrid i, per extensió dels menors oligosacàrids.
El glucosil també reacciona amb àcids inorgànics com l'àcid fosfòric, formant un èster com la glucosa 1 fosfat.

## Exemples
En la cel·lulosa, els grups glucosil enllacen unitats 1,4-beta-D-glucosil per formar cadenes d'(1,4-beta-D-glucosil)n.